# Maatman
Maatman of maatmens is een fictieve persoon die als vergelijking ("modelpersoon") gebruikt wordt. Een maatman wordt in Nederland bijvoorbeeld gebruikt bij de bepaling van de mate van arbeidsongeschiktheid.

## Maatman in de Nederlandse arbeidsongeschiktheidswetgeving

### Ieder is zijn eigen maatman
Met deze vuistregel wordt bedoeld, dat de algemene omschrijving in de verschillende arbeidsongeschiktheidswetten en in het Schattingsbesluit "hetgeen gezonde personen met arbeid gewoonlijk verdienen" concreet wordt gemaakt door te kijken naar wat de betrokken verzekerde, die als gevolg van ziekte beperkingen voor het verrichten van arbeid heeft gekregen, zou hebben verdiend wanneer hij of zij niet ziek zou zijn geworden. Omgekeerd betekent deze regel, dat een verzekerde, die weliswaar als gevolg van ziekte bepaalde beperkingen heeft, maar daarmee toch de functie kan vervullen waarin hij of zij voor de ziekte werkzaam was, niet arbeidsongeschikt kan zijn, uitzonderingen daargelaten.
De vuistregel heeft tot gevolg, dat het maatmaninkomen bij leeftijdsgebonden beroepen (profsporter, nachtclubdanseres of piloot) na het bereiken van een bepaalde leeftijd sterk omlaag kan gaan: ook wanneer de betrokkene niet ziek was geworden, zou hij of zij toch in inkomen achteruit zijn gegaan.  

### Uitzonderingen
Op de vuistregel zijn een aantal uitzonderingen, bijvoorbeeld:
- Verzekerde was al van het begin af aan niet geschikt om de laatste functie uit te oefenen.
- Wanneer de verzekerde bij het begin van de arbeidsongeschiktheid al geruime tijd (meer dan twee jaar) werkloos was, kijkt men niet maar naar het laatste werk, maar wordt als maatman genomen de "langdurig werkloze werknemer" en wordt het maatmanloon gesteld op het wettelijke minimumloon.
- De zogenaamde "medische afzakker": een verzekerde die zijn of haar eigen werk eigenlijk niet meer aankan, maar zich niet ziek wil melden en daarom in een lichtere functie of een korter aantal uren gaat werken. Wanneer die persoon na een tijdje dan toch ziek wordt, zou dus eigenlijk dat lichtere werk de maatman bepalen; in dergelijke gevallen kan soms de voorlaatste functie als maatman worden genomen, met name wanneer de betrokkene aantoont op medisch advies naar een minder zware functie te zijn gegaan.
- Sinds 2000 is in het Schattingsbesluit een regeling  opgenomen (art. 7 en 8) waardoor na de eerste arbeidsongeschiktheidskeuring niet meer wordt gekeken naar de ontwikkeling van het loon van de laatste functie, maar waarbij het eenmaal vastgestelde maatloon wordt verhoogd volgens de index van de cao-lonen inclusief bijzondere beloningen, die door het CBS regelmatig worden bekendgemaakt. Dat kan tot pijnlijke verrassingen leiden: een gedeeltelijk arbeidsongeschikte, die bijvoorbeeld de helft van de tijd nog in de oude functie werkt in een bedrijfstak waar het cao-loon sterker stijgt dan het landelijk gemiddelde, wordt puur om loontechnische reden minder arbeidsongeschikt, en dat kan zelfs tot aanzienlijke terugvorderingen leiden.
- Sinds het Schattingsbesluit van 2004 is het aantal uren per week, dat de maatman werkt, gesteld op maximaal 38 uur (art. 10). Dat kan voor verzekerden, die voor hun arbeidsongeschiktheid meer dan 38 uur werkten, leiden tot een lagere uitkering dan ze zouden hebben gekregen, wanneer met de volle omvang van hun werktijd zou zijn gerekend. Inmiddels hebben een aantal rechtbanken deze bepaling in strijd geacht met internationale verdragen, terwijl een andere rechtbank deze bepaling wel in overeenstemming met die verdragen acht. Een divergentie in de rechtspraak dus. Op 2 maart 2007 heeft de Centrale Raad van Beroep geoordeeld dat de maximeringsbepaling in het Schattingsbesluit onverbindend is wegens strijd met wettelijke bepalingen, met name met art. 18 van de WAO.